# Piaski Oleszkowskie
Piaski Oleszkowskie (ukr. Олешківські піски, Ołeszkiwśki pisky) – rozległy obszar wydm (46 tys. ha) na lewym brzegu Dniepru, na Ukrainie. Część terenu do 2004 roku zajmował poligon wojskowy.

## Historia i geografia
Pustynia w obecnej formie na tym terenie pojawiła się stosunkowo niedawno, bo w XIX wieku, gdy wypas ogromnych stad owiec zniszczył trawę, odsłaniając piasek. Jej nazwa pochodzi od nazwy miasta Oleszki. Pod względem temperatury i ilości opadów teren ten jest półpustynią. Latem piasek może nagrzewać się do 75 °C. Zdarzają się też burze piaskowe, podczas których nie widać ani nieba, ani słońca. Piaski Oleszkowskie znajdują się w obwodzie chersońskim, 30 km (ok. 20 mil) na wschód od Chersonia. Zajmują obszar 46 tysięcy hektarów.

## Park narodowy
Dekretem prezydenta Ukrainy z 23 lutego 2010 na części terenu został utworzony na park narodowy. Całkowita jego powierzchnia wynosi 8020,36 hektarów. 

## Poligon
Do 2004 roku na części terenu znajdował się poligon, na którym manewry przeprowadzały wojska Układu Warszawskiego. W 2015 roku wojsko ponownie zajęło ten teren pomimo wygaśnięcia umowy, aby przeprowadzić manewry.